# Kepler-28 b
Kepler-28 b est une Super-Terre, orbitant autour d'une naine rouge située à environ 1 430 années-lumière (438,36 pc) de la Terre avec une magnitude apparente de 15,13.

## Caractéristiques physiques
L'exoplanète se distingue par sa masse faible de 0,005 MJ, son rayon compact de 0,17 RJ et sa température élevée de 585 K.

## Orbite
Elle orbite à 0,06  unité astronomique de son étoile, une distance comparable à celle de Mercure dans le système solaire.

## Découverte
L'exoplanète a été découverte par la méthode du transit en 2011.

## Habitabilité
Les conditions d'habitabilité de cette exoplanète ne sont pas déterminées ou ne sont pas connues.